# 1584 a tudományban
Az 1584. év a tudományban és a technikában.

## Építészet
- felépül a spanyol királyi palota, az El Escorial

## Felfedezések
- Arhangelszk  alapítása

## Születések
- William Baffin hajós és geográfus (1622)
- Gerolamo Sersale, olasz csillagász

## Halálozások
- Steven Borough, angol hajóskapitány és felfedező (1525)